# Зоркій (міноносець)
Міноносець «Зоркій» — належить до типу міноносців «Лейтенант Пущін». Час служби корабля — 1903—1924 р.р.

## Тактично-технічні характеристики
Водотоннажність: 450 т.
Розміри: довжина — 65,8 м, ширина — 6,4 м, осадка — 2,85 м.
Швидкість ходу максимальна: 24 вузла.
Дальність плавання: 1370 миль при 12 вузлах.
Силова установка: 2 вертикальні парові машини потрійного розширення, 4 котла, 2 гвинта, 6000 к.с.
Озброєння: 2х1 75 мм гармати, 4х1 7,62-мм кулемета, 2х1 надводних 457-мм торпедних апарата;
з 1912 року: 2х1 75 мм гармати, 2х1 надводних 457-мм торпедних апарата, 18 мін загородження;
з 1916 року: 2х1 75 мм гармати, 3х1 7,62-мм кулемета, 2х1 надводних 457-мм торпедних апарата, 18 мін загородження.
Екіпаж: 72 чол.

## Історія корабля
Міноносець був замовлений в рамках суднобудівної програми на 1882—1902 р.р. Спочатку передбачалося будувати на Балтиці, а потім перейти своїм ходом — на Чорне море. Однак, через великі дипломатичні труднощі пов'язані з проходом кораблів через протоку Босфор і Дарданелли, Морське відомство передало замовлення Південним заводам. Відповідно до контракту будувався за кресленнями 350 тонного міноносця класу «Буйний». У відмінності від прототипу, приміщення для офіцерів перепланували на окремі каюти, винесли на верхню палубу камбуз, розширили ходовий місток, встановили грот-щоглу, прибрали носовий мінний (торпедний) апарат, боєзапас торпед зменшили до 4-х і вже в процесі будови, калібр торпедних апаратів збільшили до 457 мм.
13 липня 1903 року був зарахований до списків суден Чорноморського флоту. 17 січня 1904 року закладено на стапелі заводу «Наваль» Товариства Миколаївських заводів і верфей в Миколаєві, спущений на воду в листопаді 1904 року, став до ладу в грудні 1906 року.
До 10 жовтня 1907 класифікувався як міноносець. Пройшов капітальний ремонт корпусу і механізмів в 1911—1913 р.р. на Франко-Руському заводі в Миколаєві, з заміною трубок в котлах та артилерійського озброєння.
В період Першої світової війни брав участь в набігових операціях на комунікації та узбережжя противника, ніс блокадну службу біля берегів Туреччини та Румунії, надавав артилерійську підтримку приморським флангам армії в районі Батумі, виставляв міни у протоці Босфор, висаджував розвідувально-диверсійні групи, забезпечував і прикривав від набігової і мінно-загороджувальні дії інші сили флоту. З 10 січня по 16 лютого 1916 року брав участь в Ерзерумскій наступальній операції. Спільно з іншими кораблями знищив до 490 різних суден і плаваючих засобів противника.
29 грудня 1917 року увійшов до складу Червоного Чорноморського флоту. У січні 1918 року брав участь у встановлюванні Радянської влади в Одесі. На початку 1918 року був поставлений на капітальний ремонт в майстерні Севастопольського військового порту, де 1 травня 1918 року був захоплений німецькими військами і в липні 1918 року, під літерою «R 10», включений до складу Військово-Морських Сил Німеччини на Чорному морі. За Української Держави командиром «Зоркого» був каперанг Карл Лівен.
24 листопада 1918 року був захоплений англо-французькими інтервентами і в квітні 1919 року переведений в порт Ізмір на Мармуровомі морі. З жовтня 1920 входив до складу білогвардійських морських сил Півдня Росії.
14 листопада 1920 був захоплений врангелевцями при евакуації з Севастополя до Стамбула, і потім в Бізерту, де 29 грудня 1920 року був інтернований французькою владою.
29 жовтня 1924 визнаний урядом Франції власністю СРСР, але через складність міжнародної ситуації не був повернутий, в кінці 20-х р.р. проданий «Рудметалторгу» приватній фірмі Франції на демонтаж і на початку 30-х р.р. розібраний на метал.